# Hul
Hul (maďarsky Hull) je obec na Slovensku. Leží v okrese Nové Zámky v Nitranském kraji. Žije zde přibližně 1 200 obyvatel.